# نوپسرها کوادریکستاتا
نوپسرها کوادریکُستاتا یک گونه سوسک از خانوادهٔ سوسک‌های شاخک‌دراز است. هینتز در سال ۱۹۱۱ این گونه را با نام اولیهٔ Synnupserha توصیف و بررسی کرد. این گونه در کشورهای اوگاندا و جمهوری دموکراتیک کنگو یافت شده است.